# 徽州府衙
29°51′57″N 118°26′06″E / 29.86576°N 118.43489°E
徽州府衙位于中華人民共和国安徽省黄山市歙县徽城镇中和街120号，为古徽州府治所所在，始于北宋宣和三年（1121）改歙州为徽州时，初为徽州州治，绍熙至端平年间重建。元因之为徽州路路治，至正年间再次重建。明初相继改为行枢密院和指挥使司，府治权设于其西侧原经历司址，洪武三年（1370）复为徽州府治，明正统、弘治、崇祯，清康熙、雍正、乾隆、道光时均有重修。原主要建筑有谯楼、仪门、正堂、后堂和知府廨等。1949年后用作歙县县政府，1980年代因兴建新的县政府大楼，除谯楼与后堂外大部分建筑被拆除。自2009年4月起歙县政府投资2亿元，参照明弘治《徽州府志》所载的府治公廨图进行了原址重建，总占地面积2.4公顷，建筑面积9800平方米，2012年11月正式对外开放。所复原的建筑单体参照了歙县现有的明中期建筑遗存，采用明代小式做法，如徽州冬瓜梁、插拱、穿斗式厅堂构架，室内作砌上明造等，其色彩则参照《明会典》，“梁栋檐桷，用青碧绘饰”，“门用黑油”。

## 布局
衙署为地方城市最高行政长官的驻在机构及第宅所在，为古代城市中最重要的建筑组群之一。徽州府衙位于原徽州府城内西北，西侧紧靠城墙，宋代时其建筑大致由南谯楼（外有宣诏、班春二亭）、仪门（军资库、公使酒库分列两侧）、设厅（号舍盖堂，其外东厢楼设防守库，西厢楼设甲仗库）及后部的紫翠楼、静治燕香之堂、清心阁、黄山堂等建筑组成，史载黄山楼踞城为之，可北望黄山天都诸峰。
明代府衙布局多以中轴对称、左尊右卑和前衙后邸为基本原则。正统年间重修后的徽州府衙以一条南北向的主体甬道为中轴线，牌坊、南谯楼、仪门、正堂、后堂和知府廨等主要建筑依次排列在这一中轴线上，前为礼仪性的大门广场和行使权力的治事之堂，后部及左右为行政人员的办公起居及家人居住之所，知府廨位于堂后，同知署位于东路，后为通判署，经历署位于西路，大致按照左尊右卑的原则布置（图）。原另有推官署、知事署、照磨所和司狱司署等，后均裁撤，至清道光时均为空地。
- 明弘治十五年（1502）《徽州府志》府治城垣图，府衙位于西北角
- 明弘治十五年（1502）《徽州府志》府治公廨图，重建复原的主要依据
- 清道光七年（1827）《徽州府志》府治公廨图

## 建筑
南谯楼为府衙南门，亦为正门，紧靠原徽州府城西门潮水门，最初为唐代歙州子城的正门城楼，北宋宣和年间重筑城墙时废子城，同时重修此门作为谯楼，与东谯楼均坐高台之上，高约20米，宽约15米，进深约10米，中辟宽4.5米的方形门阙，其形制保留了唐宋遗制，通道两壁各竖立13根围1米余的木柱，其中门扇处隐去2根，显露24根，均呈10度左右斜倚墙壁，故俗称“二十四根柱”，上为重檐悬山顶二层木构楼阁，面阔七间。歙县博物馆一度设于此处，后因场地限制迁往新安碑园。明代南谯楼外西为旌善亭，东为申明亭，南有承宣坊和照墙，今承宣坊为重建，其它已不存。
钟楼位于南谯楼外东侧，为明弘治时所筑，时知府何歆认为钟鼓相应，于谯楼上置鼓，应就近建钟楼，此楼亦建于高台之上，与西城楼东西相对，面阔三间，今已不存。
东谯楼为府衙东门，又名鼓楼、迎和门、阳和门，始建于南宋绍兴二十年（1150），时城中偶有火灾，传南门于风水不利（有观点认为因南面所对的五魁山谐音五鬼山），遂在仪门东侧另筑东谯楼，南谯楼则除接诏、进表、迎官等大事外平时闭而不用，原南谯楼所设铜漏壶、更筹、漏箭等报时器具亦迁至东谯楼，南谯楼则改奉北方水神真武神，取水能胜火之意，直至明弘治十六年（1503），知府何歆认为天下治所皆为南向，城中火患因地窄民稠、民居又无封火墙所致，且府衙改由东向出入后火患并未减少，遂重新启用南谯楼，清代因之。现存形制为清同治时大修所致，高约13米，宽约12米，进深约10米，下为高台，上为重檐歇山顶二层木构楼阁，面阔三间。1993年重修并辟为古歙历史陈列馆，楼外为中和街，并紧邻许国石坊。
仪门位于南谯楼以北约80米，面阔三间，左右耳房各两间，硬山顶。明代仪门外西侧为管理粮务的机构督粮厅，其正厅三间，两廊为征输库各九间，东侧为用于储藏钱帛的庆积库五间和喂养各官钦给马匹的马房两间，庆积库南侧为军事机构清军厅和掌理刑法的机构理刑厅，正厅三间，左右各厢房三间，与督粮厅均为明弘治时所增筑，今均已不存，南谯楼与仪门间为开敞广场。
前堂、后堂位于建筑群中心，原以穿堂两间相连（今穿堂已不存），其中前堂为发布政令、举行典礼和审理案件之处，后堂为知府升堂前整理衣冠、查看卷宗和稍事休息之处，面阔均为三间，左右耳房各两间，内左右厢房各三间，均为硬山顶。堂外东西廊各十三间，为六曹所在，其排列左文右武，东列吏、户、礼三房，西列兵、刑、工三房，兵、刑、工三房后为吏舍。堂前有东西息民亭和戒石碑亭，戒石碑上原刻“尔俸尔禄，民膏民脂。下民易虐，上天难欺”，后改为禁革火耗等项。东西耳房原为储藏藉册的架阁库，后与仪门外的庆积库调换功能，改为储藏钱帛，与六曹相对，东储吏、户、礼各项所需，西储兵、刑、工各项所需。
知府廨位于堂后，由宅门、宅前堂和宅后堂等组成，前后堂面阔均为三间，左右耳房各一间，左右厢房各三间，均为硬山顶，同知、通判、经历各署布局大致与知府廨类似，其后为宋代紫翠楼、黄山堂和清心阁故址，明弘治十六年（1503）知府何歆欲恢复旧迹，因地势有限，只建清心阁三间，启窗四面，其上可北望黄山，阁前凿池一方，可使天光云影与黄山相映耀。
- 自西城门内看承宣坊与南谯楼
- 自南谯楼北望仪门及广场
- 自南谯楼南望承宣坊及西城门、瓮城
- 南谯楼通道两壁的26根木柱